# FA Women's Super League
Football Association Women's Super League (FA WSL) là giải bóng đá cao nhất của bóng đá nữ tại Anh. Giải bao gồm hai hạng đấu là WSL 1 và WSL 2. Giải do Hiệp hội bóng đá Anh quản lý và được thành lập vào tháng 4 năm 2011. Giải thay thế FA Women's Premier League ở vị trí giải bóng đá nữ cao nhất cấp câu lạc bộ tại Anh.
Kể từ khi thành lập tới mùa giải 2016 WSL diễn ra từ tháng 3 tới tháng 10. Kể từ mùa thu năm 2017, giải bắt đầu trở thành một giải bóng đá mùa đông từ tháng 9 tới tháng 5. Đội vô địch và á quân WSL 1 giành quyền tham dự UEFA Women's Champions League.
Đội vô địch WSL 1 hiện tại là Chelsea.

## Câu lạc bộ
Mười một câu lạc bộ sau tham dự Women's Super League vào năm 2016, trong đó các câu lạc bộ thành lập giải được in đậm.

### WSL 1
| Đội             | Thành phố            | Thành tích gần nhất |
| --------------- | -------------------- | ------------------- |
| Arsenal         | Borehamwood          | Thứ 3               |
| Birmingham City | Solihull             | Thứ 7               |
| Bristol City    | Filton               | Thứ 8               |
| Chelsea         | Kingston upon Thames | Thứ 1               |
| Everton         | Widnes               | Thứ 1, WSL2         |
| Liverpool       | Widnes               | Thứ 4               |
| Manchester City | Manchester           | Thứ Thứ 2           |
| Reading         | Farnborough          | Thứ 6               |
| Sunderland      | Hetton-le-Hole       | Thứ 5               |
| Yeovil Town     | Yeovil               | Thứ 9               |

### WSL 2
- Aston Villa
- Brighton & Hove Albion
- Doncaster Rovers Belles
- Durham
- London Bees
- Millwall Lionesses
- Oxford United
- Sheffield
- Watford

## Các đội vô địch

### WSL 1
| Năm  | Vô địch         | Á quân          | Hạng ba         | Vua phá lưới                      | Số bàn |
| ---- | --------------- | --------------- | --------------- | --------------------------------- | ------ |
| 2011 | Arsenal         | Birmingham City | Everton         | Rachel Williams (Birmingham City) | 14     |
| 2012 | Arsenal         | Birmingham City | Everton         | Kim Little (Arsenal)              | 11     |
| 2013 | Liverpool       | Bristol Academy | Arsenal         | Natasha Dowie (Liverpool)         | 13     |
| 2014 | Liverpool       | Chelsea         | Birmingham City | Karen Carney (Birmingham)         | 8      |
| 2015 | Chelsea         | Manchester City | Arsenal         | Beth Mead (Sunderland)            | 12     |
| 2016 | Manchester City | Chelsea         | Arsenal         | Eniola Aluko (Chelsea)            | 9      |
| 2017 | Chelsea         | Manchester City | Arsenal         | Fran Kirby (Chelsea)              | 6      |

### WSL 2
| Năm  | Vô địch     | Á quân                  | Hạng ba            | Vua phá lưới                                             | Số bàn |
| ---- | ----------- | ----------------------- | ------------------ | -------------------------------------------------------- | ------ |
| 2014 | Sunderland  | Doncaster Rovers Belles | Reading            | Fran Kirby (Reading)                                     | 24     |
| 2015 | Reading     | Doncaster Rovers Belles | Everton            | Courtney Sweetman-Kirk (Doncaster Rovers Belles)         | 20     |
| 2016 | Yeovil Town | Bristol City            | Everton            | Iniabasi Umotong (Oxford United) Jo Wilson (London Bees) | 13     |
| 2017 | Everton     | Doncaster Rovers Belles | Millwall Lionesses | Courtney Sweetman-Kirk (Doncaster Rovers Belles)         | 9      |

1. 1 2  Giải năm 2017 mang tên là Spring Series, diễn ra từ tháng 2 tới tháng 5 năm 2017 với mục đích lấp vào khoảng thời gian trống từ FA WSL 2016 tới mùa giải 2017-18 khởi tranh vào tháng 9 năm 2017.